# ستيفين إدوارد
ستيفين إدوارد (بالهولندية: Steven Edwards)‏ (15 يناير 1991 ببريدا في هولندا - ) هو لاعب كرة قدم هولندي في مركز الوسط. لعب مع ناك بريدا وهيلموند سبورت وAchilles '29 ‏.

## وصلات خارجية
- ستيفين إدوارد على موقع قاعدة بيانات كرة القدم.إي يو (الإنجليزية)
- ستيفين إدوارد على موقع Soccerway.com (الإنجليزية)
- ستيفين إدوارد على موقع عالم كرة القدم.نت (الإنجليزية)